# Nigui Saff
Nigui Saff est une localité du sud est de la Côte d'Ivoire et appartenant au département de Jacqueville, dans la Région des Lagunes. La localité de Nigui Saff est un chef-lieu de commune.